# Hiteshwar Saikia
Hiteshwar Saikia (Assamesisch: হিতেশ্বৰ শইকিয়া, Hiteśbar Śaikiẏā; * 1934; † 22. April 1996) war ein indischer Politiker und Chief Minister von Assam.

## Biografie
Saikia, der Mitglied des Indischen Nationalkongresses (INC) war, wurde am 27. Februar 1983 erstmals Chief Minister des nordindischen Bundesstaates Assam und hatte dieses Amt bis zum 23. Dezember 1985 inne. Nachfolger wurde Prafulla Kumar Mahanta von der Asom Gana Parishad. 1986 erfolgte seine Ernennung zum Vizegouverneur von Mizoram. Während seiner bis 1989 dauernden Amtszeit wurde das Amt 1987 zum Gouverneur aufgewertet. Nach einer Periode der President’s rule in Assam wurde er am 30. Juni 1991 erneut Chief Minister von Assam und hatte dieses Amt bis zu seinem Tode inne. Sein Nachfolger wurde zunächst Bhumidhar Barman und dann im Mai 1996 wieder P. K. Mahanta.